# Thunderbolt (bus)

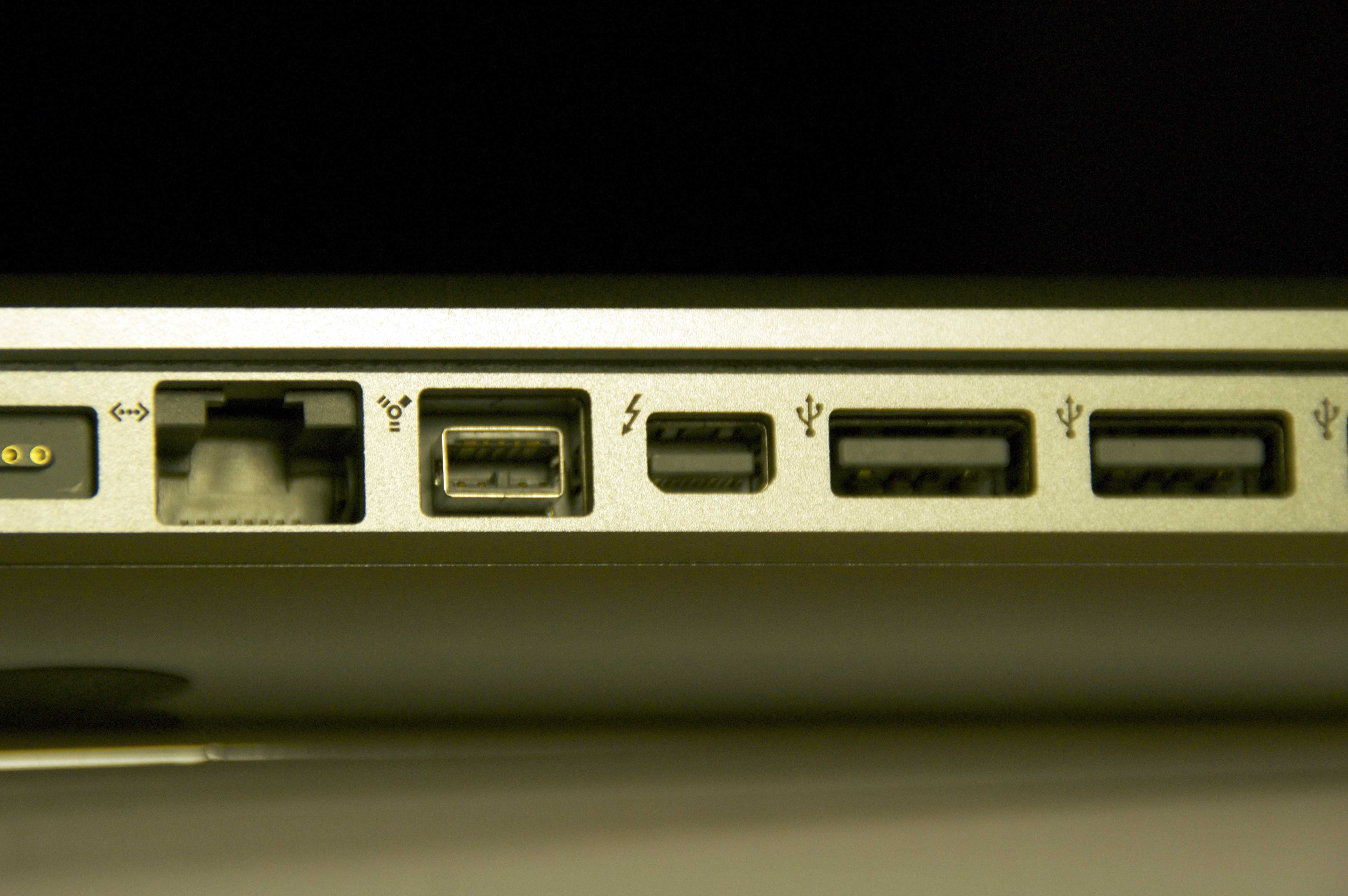
Macbook Pro con Interfaz Thunderbolt

Thunderbolt es el nombre de marca de una interfaz de hardware para la conexión de periféricos externos a una computadora. Fue desarrollado por Intel en colaboración con Apple. Fue comercializado inicialmente bajo el nombre de Light Peak, y vendido por primera vez como parte de un producto de usuario final el 24 de febrero de 2011.
Thunderbolt combina PCI Express (PCIe) y DisplayPort (DP) en dos señales serie, y además proporciona energía DC a través de un solo cable. Hasta seis periféricos pueden ser compatibles con un conector a través de varias topologías. Thunderbolt 1 y 2 utilizan el mismo conector que Mini DisplayPort (MDP), mientras que Thunderbolt 3, 4 y 5 utilizan el conector USB-C y admite dispositivos USB.

## Descripción
Los controladores Thunderbolt multiplex uno o más carriles de datos individuales de dispositivos PCIe y DisplayPort  para su transmisión a través de dos carriles dúplex Thunderbolt, luego desmultiplex para su uso por dispositivos PCIe y DisplayPort en el otro extremo. Un solo puerto Thunderbolt admite hasta seis dispositivos Thunderbolt a través de cubos o cadenas de margar; tantos como el host tiene fuentes de DP pueden ser monitores Thunderbolt.
Un solo monitor Mini DisplayPort u otro dispositivo de cualquier tipo puede conectarse directamente o al final de la cadena. Thunderbolt es interoperable con dispositivos compatibles DP-1.1a. Cuando se conecta a un dispositivo compatible con DP, el puerto Thunderbolt puede proporcionar una señal nativa de DisplayPort con cuatro carriles de datos de salida a no más de 5,4 Gbit/s por carril Thunderbolt. Cuando se conecta a un dispositivo Thunderbolt, la velocidad de datos por carril se convierte en 10 Gbit/s y las cuatro carriles Thunderbolt están configuradas como dos carriles dúplex, cada uno de 10 Gbit/s que consta de un carril de entrada y un carril de salida.
Thunderbolt se puede implementar en tarjetas gráficas PCIe, que tienen acceso a los datos de DisplayPort y conectividad PCIe, o en la placa base de computadoras con video a bordo, como el MacBook Air.
La interfaz estaba originalmente destinada a ejecutarse exclusivamente en una capa física óptica utilizando componentes y cableado de fibra óptica flexible desarrollado por socios de Intel y en el laboratorio Silicon Photonics de Intel. Inicialmente se comercializó bajo el nombre de Light Peak, y después de 2011 como Silicon Photonics Link. Sin embargo, se descubrió que el cableado de cobre convencional podía proporcionar los 10 Gbit/s deseados por canal a menor costo.
Esta versión basada en cobre del concepto Light Peak fue codesarrollada por Apple e Intel. Apple registró Thunderbolt como marca registrada, pero más tarde transfirió la marca a Intel, que tenía derechos de propiedad intelectual. Thunderbolt fue presentado comercialmente en el MacBook Pro 2011 de Apple, utilizando el mismo conector desarrollado por Apple que Mini DisplayPort. Algunos modelos MacBook Air, MacBook Pro, Mac mini y iMac rebajan el protocolo Thunderbolt 4 a Thunderbolt 3 debido a que las pantallas 4K no admiten a Thunderbolt.
Sumitomo Electric Industries comenzó a vender hasta 30 m (100 pies) cables ópticos Thunderbolt en Japón en enero de 2013, y Corning, Inc., comenzaron a vender cables ópticos de hasta 60 m (200 pies) en los EE. UU. a finales de septiembre de 2013.

## Historia

### Introducción
Intel presentó Light Peak en el Intel Developer Forum (IDF) de 2009, utilizando una placa lógica prototipo de Mac Pro para ejecutar dos flujos de vídeo 1080p más dispositivos LAN y de almacenamiento a través de un único cable óptico de 30 metros con extremos USB modificados. El sistema estaba controlado por una tarjeta PCI Express prototipo, con dos buses ópticos que alimentaban cuatro puertos. Jason Ziller, jefe de la Oficina del Programa de E/S Ópticas de Intel, mostró los componentes internos de la tecnología bajo un microscopio y el envío de datos a través de un osciloscopio. La tecnología se describió con una velocidad inicial de 10 Gbit/s a través de cables ópticos de plástico, y con la promesa de una velocidad final de 100 Gbit/s. En la feria, Intel afirmó que los sistemas equipados con Light Peak empezarían a aparecer en 2010, y publicó un vídeo en YouTube en el que se mostraban cámaras HD, portátiles, estaciones de acoplamiento y monitores HD conectados a Light Peak.
El 4 de mayo de 2010, Intel hizo una demostración en Bruselas de un portátil con un conector Light Peak, lo que indicaba que la tecnología se había reducido lo suficiente como para caber en un dispositivo de este tipo, e hizo que el portátil enviara dos secuencias de vídeo HD simultáneas a través de la conexión, lo que indicaba que al menos una parte de las pilas de software/firmware y los protocolos eran funcionales. En la misma demostración, los responsables de Intel dijeron que esperaban que la fabricación de hardware comenzara a finales de 2010.
En septiembre de 2010, algunos de los primeros prototipos comerciales de los fabricantes se presentaron en el Intel Developer Forum 2010.

#### Cobre vs. óptico
Aunque Thunderbolt se concibió originalmente como una tecnología óptica, Intel cambió a las conexiones eléctricas para reducir costes y suministrar hasta 10 vatios de potencia a los dispositivos conectados.
En 2009, los responsables de Intel afirmaron que la empresa estaba «trabajando en la combinación de la fibra óptica con el cable de cobre para que Light Peak pueda utilizarse para alimentar los dispositivos conectados al PC». En 2010, Intel afirmó que la intención original era «disponer de una única tecnología de conector» que permitiera «el USB 3.0 eléctrico... y la alimentación por USB 3.0 o 4.0 DC. «Light Peak pretendía dar grandes pasos en la tecnología óptica preparada para el consumidor, y para entonces ya había conseguido «[conectores con capacidad] para 7.000 inserciones, lo que iguala o supera a otras conexiones de PC... cables [que se ataban] con múltiples nudos para asegurarse de que no se rompieran y la pérdida fuera aceptable», y, «Casi puedes tener a dos personas tirando de él a la vez y no se romperá la fibra». Predijeron que «los cables Light Peak no serán más caros que los HDMI».
En enero de 2011, David Perlmutter, de Intel, dijo a Computerworld que las implementaciones iniciales de Thunderbolt se basarían en cables de cobre. «El cobre salió muy bien, sorprendentemente mejor de lo que pensábamos», afirmó. Una ventaja importante del cobre es la capacidad de transportar energía. La norma Thunderbolt final especifica 10 W de CC en cada puerto.
Intel y sus socios del sector siguen desarrollando hardware y cables Thunderbolt ópticos. Los cables de fibra óptica recorrerían «decenas de metros» pero no suministrarían energía, al menos no inicialmente. La versión de Corning contiene cuatro fibras VSDN (red de muy corta distancia) de 80/125 μm para transportar una señal de infrarrojos hasta 190 m. La conversión de señal eléctrica a óptica está integrada en el propio cable, por lo que el conector MDP actual es compatible. Con el tiempo, Intel espera un conjunto transceptor puramente óptico integrado en el PC.
El primer cable Thunderbolt óptico de este tipo fue presentado por Sumitomo Electric Industries en enero de 2013 y está disponible en longitudes de 10 m, 20 m y 30 m. Sin embargo, estos cables se venden casi exclusivamente en Japón y su precio es entre 20 y 30 veces superior al de los cables Thunderbolt de cobre. Sin embargo, estos cables se venden casi exclusivamente en Japón y su precio es entre 20 y 30 veces superior al de los cables Thunderbolt de cobre.
La empresa alemana DeLock también lanzó cables ópticos Thunderbolt en longitudes de 10 m, 20 m y 30 m en 2013, con un precio similar a los de Sumitomo y a la venta solo en Alemania.
En septiembre de 2013, la empresa de vidrio Corning Inc. lanzó la primera gama de cables Thunderbolt ópticos disponibles en el mercado occidental, junto con cables USB 3.0 ópticos, ambos bajo la marca «Optical Cables». [Con la mitad de diámetro y una quinta parte de masa que los cables Thunderbolt de cobre comparables, funcionan con el protocolo Thunderbolt de 10 Gbit/s y con el protocolo Thunderbolt 2 de 20 Gbit/s, por lo que pueden funcionar con todos los dispositivos Thunderbolt autoalimentados (a diferencia de los cables de cobre, los cables ópticos no pueden suministrar alimentación). Los cables amplían la longitud máxima actual de 30 m que ofrece el cobre hasta un máximo de 60 m.
Antes de 2020, no había cables Thunderbolt 3 ópticos en el mercado. Sin embargo, en ese momento se podían utilizar cables ópticos Thunderbolt 1 y 2 con adaptadores Thunderbolt 3 (USB-C) a Thunderbolt 2 de Apple en cada extremo del cable. Así se consiguen conexiones de hasta los 60 m (200 pies) máximos que ofrecían las versiones anteriores del estándar.
En abril de 2019, Corning mostró un cable Thunderbolt 3 óptico en el NAB Show 2019 de Las Vegas. Poco más de un año después, en septiembre de 2020, Corning lanzó sus cables Thunderbolt 3 ópticos en longitudes de 5 m (20 pies), 10 m (30 pies), 15 m (50 pies), 25 m (80 pies) y 50 m (160 pies). Mientras tanto, la empresa taiwanesa Areca lanzó cables ópticos Thunderbolt 3 en abril de 2020 en longitudes de 10 m (30 pies), 20 m (70 pies) y 30 m (100 pies).
Las versiones de cobre de los cables Thunderbolt 4 ofrecen una velocidad total de 40 Gbit/s y compatibilidad con todas las versiones de USB (hasta USB4), DisplayPort Alternate Mode (DP 1.4 HBR3) y Thunderbolt 3. Saldrán a la venta a principios de 2021 y estarán disponibles en tres longitudes específicas: 0,2 m, 0,8 m y 2 m, aunque muchas empresas ofrecerán inicialmente cables de 0,8 m. 
Los cables Thunderbolt 4 de cobre de hasta 1,0 m (3,3 pies) son cables pasivos, mientras que los cables más largos deben integrar circuitos activos de acondicionamiento de la señal. Los cables activos de la mayoría de las marcas, como CalDigit, Cable Matters y otras, tienen una longitud máxima de 2 m, mientras que Apple es actualmente la única empresa que ofrece un cable de cobre activo de 3 m.
Los cables ópticos Thunderbolt 4 tenían como objetivo longitudes de ~5 m (16 pies) a 50 m (160 pies), aunque es posible que esto no ocurra, saltando en su lugar a los cables ópticos Thunderbolt 5, en algún momento después de la llegada de ese estándar a finales de 2024.

### Compatibilidad
Los detalles sobre compatibilidad están disponibles en el sitio web de la Thunderbolt Technology Community.
Un único puerto Thunderbolt 3 o posterior proporciona transferencia de datos, compatibilidad con dos pantallas 4K 60 Hz y carga rápida de portátiles de hasta 100 W con un único cable. Cualquier base Thunderbolt o USB puede conectarse a un ordenador Thunderbolt 3. Los dispositivos USB pueden conectarse a un puerto Thunderbolt 3 o posterior. Se admiten dispositivos DisplayPort y Mini DisplayPort.
Algunas funciones pueden estar disponibles si se conecta un dispositivo Thunderbolt a un puerto USB-C; esto depende de la implementación y no está garantizado.
Thunderbolt 4 admite dispositivos Thunderbolt 3, pero no versiones anteriores. Los dispositivos Thunderbolt 1 y 2 pueden utilizarse con la mayoría de los PC Thunderbolt 3, pero no con todos, mediante el uso de un adaptador.

### Thunderbolt 1
CNET´s Brooke Crothers dijo que se rumoreaba que la actualización del MacBook Pro de principios de 2011 incluiría algún tipo de puerto de datos nuevo, y especuló con que sería Light Peak (Thunderbolt) en ese momento, no había detalles sobre la implementación física, y aparecieron maquetas que mostraban un sistema similar a las demos anteriores de Intel que utilizaban un puerto combinado USB/Light Peak Poco antes del lanzamiento de las nuevas máquinas, el USB Implementers Forum (USB-IF) anunció que no permitirían ese puerto combinado, y que USB no estaba abierto a modificaciones de ese tipo. 
Otras implementaciones de la tecnología comenzaron en 2012, con placas de sobremesa que ofrecen la interconexión ya disponibles.
Apple declaró en febrero de 2011 que el puerto se basaba en Mini DisplayPort, no en USB. A medida que se describía el sistema, se hizo evidente la solución de Intel al problema de la conexión de pantallas: los controladores Thunderbolt multiplexan los datos de los sistemas DP existentes con los datos del puerto PCIe en un único cable. Las pantallas antiguas que utilizan DP 1.1a o anteriores deben situarse al final de una cadena de dispositivos Thunderbolt, pero las pantallas nativas pueden estar en cualquier punto de la cadena. Los dispositivos Thunderbolt pueden ir en cualquier punto de la cadena. En este sentido, Thunderbolt comparte una relación con el antiguo sistema ACCESS.bus, que utilizaba el conector de pantalla para soportar un bus de baja velocidad.
Apple afirma que se admiten hasta seis periféricos encadenados por puerto Thunderbolt, y que la pantalla debe ir al final de la cadena, si no admite la conexión en cadena.
En febrero de 2011, Apple presentó el MacBook Pro (13 pulgadas, principios de 2011), el Macbook Pro (15 pulgadas, principios de 2011), y el Macbook Pro (17 pulgadas, principios de 2011) con un puerto Thunderbolt. En mayo de 2011, Apple presentó el iMac (21,5 pulgadas, mediados de 2011) con un puerto Thunderbolt, y el iMac (27 pulgadas, mediados de 2011)[52] con dos puertos Thunderbolt. En julio de 2011, Apple presentó el Mac mini (mediados de 2011), el MacBook Air (11 pulgadas, mediados de 2011), el MacBook Air (13 pulgadas, mediados de 2011) y el Apple Thunderbolt Display con un puerto Thunderbolt para conexión en cadena u otros dispositivos.
En mayo de 2011, Apple anunció una nueva línea de iMacs que incluyen la interfaz Thunderbolt.
El puerto Thunderbolt de los nuevos Mac se encuentra en la misma ubicación con respecto a otros puertos y mantiene las mismas dimensiones físicas y distribución de patillas que el conector MDP anterior. La principal diferencia visible en los Macs equipados con Thunderbolt es un símbolo Thunderbolt junto al puerto.
El estándar DisplayPort es parcialmente compatible con Thunderbolt, ya que ambos comparten el conector MDP de Apple, físicamente compatible. El modo Target Display de los iMac requiere un cable Thunderbolt para aceptar una señal de entrada de vídeo de otro ordenador compatible con Thunderbolt. Un monitor DP debe ser el último (o el único) dispositivo de una cadena de dispositivos Thunderbolt.
Intel anunció que lanzaría un kit para desarrolladores en el segundo trimestre de 2011, mientras que los fabricantes de equipos de desarrollo de hardware han indicado que añadirán soporte para la prueba y el desarrollo de dispositivos Thunderbolt. El kit para desarrolladores sólo se facilitará previa solicitud.
En julio de 2011, Sony lanzó su línea de ordenadores portátiles Vaio Z21 que contaba con un «Power Media Dock» que utiliza Thunderbolt óptico (Light Peak) para conectarse a una tarjeta gráfica externa mediante un puerto combinado que se comporta como USB eléctricamente, pero que también incluye la interconexión óptica necesaria para Thunderbolt.

## Características
Thunderbolt posee las siguientes características:
- 10 Gbit/s sobre cable de cobre a distancias de hasta 3 metros (Light Peak, el prototipo, usaba cables de fibra óptica que funcionaban a distancias de incluso 100 metros)
- Conexión simultánea a múltiples dispositivos
- Múltiples protocolos
- Transferencia bidireccional
- Implementación de la calidad de servicio
- Sustitución en caliente (Hot swap)

### Cobre versus óptico
Aunque Thunderbolt se concibió originalmente como una tecnología óptica, Intel cambió a las conexiones eléctricas para reducir costes y suministrar hasta 10 vatios de potencia a los dispositivos conectados.

## Dispositivos con versión 3
Los ordenadores portátiles nuevos, cada vez más cuentan con este puerto en su versión 3 (reconocible por llevar el logo de thunberbolt y un 3), que puede llegar hasta los 100 W.
Ejemplos de dispositivos con la versión 3 son:
- Asus Zenbook
- Google Nexus.
- MacBook Pro 13" Laptop (2016 en adelante)
- Xiaomi Mi Notebook Air 12,5, smartphone y tablet